# Aframomum sulcatum
Aframomum sulcatum är en enhjärtbladig växtart som först beskrevs av Daniel Oliver, D.Hanb. och John Gilbert Baker, och fick sitt nu gällande namn av Karl Moritz Schumann. Aframomum sulcatum ingår i släktet Aframomum och familjen Zingiberaceae. Inga underarter finns listade i Catalogue of Life.